# Brachysetodes forcipatus
Brachysetodes forcipatus är en nattsländeart som beskrevs av Schmid 1964. Brachysetodes forcipatus ingår i släktet Brachysetodes och familjen långhornssländor. Inga underarter finns listade i Catalogue of Life.